# Vladimir Biti
Vladimir Biti (* 9. März 1952 in Novi Sad) ist ein kroatischer Slawist.

## Leben
Er studierte vergleichende Literaturwissenschaft und südslawische Sprachen und Literaturen an der Philosophischen Fakultät, Universität Zagreb. Nach der Promotion 1975 in Zagreb lehrte er dort zunächst als Dozent, ab 1988 als außerordentlicher Professor und von 1993 bis 2008 als ordentlicher Professor. Er hatte außerdem Gastprofessuren an den Universitäten in Graz (1996/1997) und Wien (1999) sowie eine Vertretungsprofessur an der Humboldt-Universität zu Berlin (2003) inne. Von 2008 bis 2017 war er Universitätsprofessor für Slawische Philologie am Institut für Slawistik der Universität Wien.
Seine Forschungsschwerpunkte sind Europa, seine äußeren und inneren Anderen, und Literatur zwischen Weltbürgerlichkeit und Nationbildung.
Biti ist Mitherausgeber der Komparatistik-Fachzeitschrift Arcadia und sitzt im Beirat des Journal of Literary Theory.
2007 wurde er zum Mitglied der Academia Europaea gewählt.

## Schriften (Auswahl)
- Pojmovnik suvremene književne i kulturne teorije. Zagreb 2000, ISBN 953-150-586-1.
  - Literatur- und Kulturtheorie. Ein Handbuch gegenwärtiger Begriffe. Reinbek 2001, ISBN 3-499-55631-6.
- mit Bernarda Katušić (Hrsg.): Märchen in den südslawischen Literaturen. Berlin 2010, ISBN 978-3-631-59786-6.
- Tracing global democracy. Literature, theory, and the politics of trauma. Berlin 2016, ISBN 3-11-045575-7.
- (Hrsg.): Claiming the dispossession. The politics of hi/storytelling in post-imperial Europe. Leiden 2017, ISBN 978-90-04-35392-3.